# Gabriel Vlase
Petru Gabriel Vlase (n. 3 aprilie 1971, Bacău, România) este un politician român, director al Serviciului de Informații Externe numit prin Hotărârea nr.23 a Parlamentului României din 4 iulie 2018. Anterior a fost membru al Camerei Deputaților în legislatura începând din 21 decembrie 2016 ales pe listele Partidului Social Democrat. Debutul său ca membru al Camerei Deputaților a fost din legislatura 2004-2008.
De profesie este inginer mecanic, absolvent al promoției 1996 a Universității Politehnica din București. Ulterior a absolvit studii universitare de masterat în specializarea ”Management și administrarea afacerilor” la Universitatea Tehnică ”Gheorghe Asachi” Iași (2004).
Pentru pregătirea sa în domeniul administrativ-politic a urmat un program de perfecționare pentru înalți funcționari publici la Institutul Național de Administrație (2004-2005), cursuri postuniversitare în domeniul securității naționale în cadrul Universității Naționale de Apărare ”Carol I” (2005) și Academiei Naționale de Informații (2006) precum și programul pentru Înalți Oficiali la Centrul European Marshall pentru Studii de Securitate. În 2010 a dobândit titlul științific de doctor în științe militare și informații la Academia Națională de Informații.
La momentul în care și-a început cariera politică a fost consilier local și subprefect al județului Bacău. Ca deputat, a fost membru în Comisia de apărare, ordine publică și siguranță națională, vicepreședinte (2004-2008) și ulterior președinte (2008-2012) al Comisiei speciale a Camerei Deputaților și Senatului pentru exercitarea controlului parlamentar asupra activității SIE. În legislatura 2012 – 2016 a fost șeful Delegației Parlamentului României la Adunarea Parlamentară a NATO iar din februarie 2017 până la numirea ca Director SIE a fost vicepreședinte al Camerei Deputaților. În cadrul Adunării Parlamentare a NATO a îndeplinit funcțiile de vicepreședinte (2013-2015) și vicepreședinte onorific (2015-2017). A participat la diverse întâlniri, dintre care Forumul ASPEN de la București Ediția a VI-a, 2017. În cadrul PSD a fost Vicepreședinte pentru regiunea Nord-Est.
Până să dețină funcția de Director SIE, Gabriel Vlase a deținut acțiuni la Sega Trans SRL, Saga SA, Gabrio Business din Bacău - firmă specializată în tranzacții imobiliare, și Investica General SRL din Bacău - firmă din domeniul de activitate imobiliar.

## Interviu
- EXCLUSIV – Gabriel Vlase: Mai bine ne apărăm în Afganistan decât la Craiova, 10 decembrie 2013, Q Magazine

Director al Serviciului de Informații Externe